# Ореас Марциуса
Ореас Марциуса (лат. Oreas martiana)  — вид листостебельных мхов рода Ореас (Oreas) семейства Дикрановые (Dicranaceae).

## Ботаническое описание
Однодомный мох, образующий плотную дерновинку до 5 см высотой. Стебель прямостоячий, густо облиственный. Листья кудрявые, килеватые, ланцетной формы. Ножка спорофита длиной 3—5 мм, крючковидная, желтого цвета. Коробочка наклонённая, округлая, красноватая. Перистом простой. Крышечка с косым клювиком. Колпачок клобуковидный.
Размножается как спорами, так и вегетативно.

## Экология и распространение
Обитает в расщелинах скал и скалистых обнажениях в альпийском поясе гор; в щебнистой дриадово - разнотравной тундре.
В России встречается в Дагестане, Кабардино-Балкарии, Бурятии,
Чукотке; всего известно 5 малочисленных популяций. Вне России обитает в Гималайских горах,
Китае, Японии, Гренландии и Северной Америке.

## Охранный статус
Занесён в Красную книгу России и в региональные Красные книги Чукотского  автономного округа и Бурятии. Факторы исчезновения не изучены.